# Ledebouria parvifolia
Ledebouria parvifolia är en sparrisväxtart som beskrevs av Stephanus Venter. Ledebouria parvifolia ingår i släktet Ledebouria och familjen sparrisväxter. Inga underarter finns listade i Catalogue of Life.